# Cronquistianthus bulliferus
Cronquistianthus bulliferus es una especie de planta floral del género Cronquistianthus, tribu Eupatorieae, familia Asteraceae. Fue descrita científicamente por (S.F.Blake) R.M.King & H.Rob.
Se distribuye por América del Sur: Ecuador.